# Commanderij Dünebroek

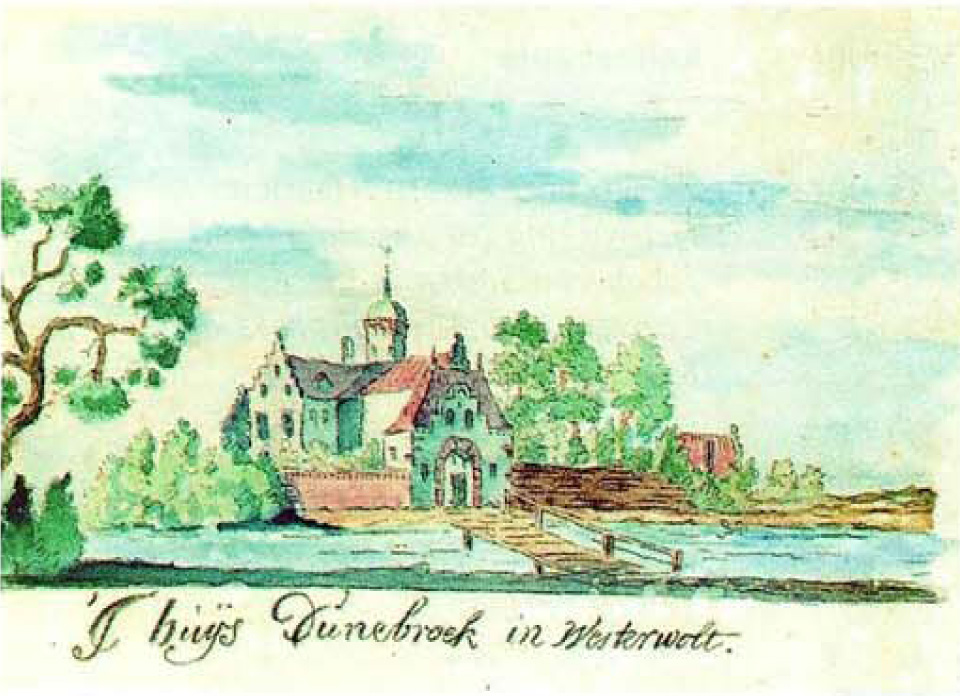
Commanderij Dünebroek, getekend door Jacobus Stellingwerff, ca. 1700.

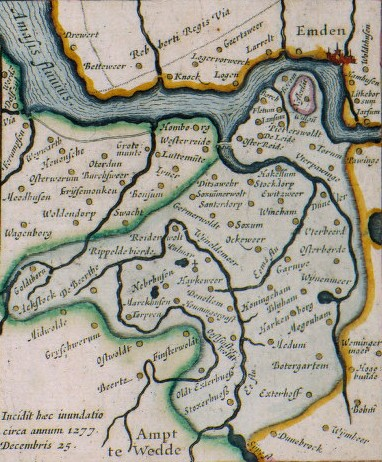
Ligging van Dünebroek (rechtsonder) rond 1630.

De commanderij Dünebroek was een commanderij van de Johannieterorde in het uiterste zuidwesten van het Reiderland in Oost-Friesland. Ze was voor de ontwatering van de regio van groot belang en beschikte over een eigen spuisluis. Verdere eigendommen van de commanderij waren een grashuis (voorwerk Dünebroek) alsook verscheidene hoeves in Wymeer en Marienchor. Hoewel ze pas voor het eerst in 1510 ordezusters worden genoemd, moet Dünebroek, net zoals de andere vestigingen van de Orde in Oost-Friesland, sinds haar stichting een dubbelcommanderij zijn geweest.
Dünebroek werd gerekend tot de nabijgelegen parochie van Wymeer (bisdom Münster), maar lag net als het buurdorp Bellingwolde op het grondgebied van het bisdom Osnabrück.

## Geschiedenis
Over de geschiedenis van de commanderij is weinig bekend. Het archief ging op enkele restanten na verloren.  De Johannieters stichtten deze nieuwe commanderij omstreeks 1300. Ze werd voor het eerst op 8 september 1319 in een vergelijk tussen het Johannieter-kapittel in Burgsteinfurt en de Friese commanderijen onder de naam Wymaria vermeld in een oorkonde. De naam slaat terug op het nabijgelegen dorp Wymeer in de huidige gemeente Bunde. 
De gebouwen van de commanderij lagen echter ten westen van dit dorp in de buurt van de middeleeuwse heerbaan van Bremen naar Groningen, 900 m aan deze zijde van de huidige Nederlandse grens. Op grond van een afbeeldingen uit de 17e eeuw valt op te maken dat de commanderij een tweevleugelige bebouwing kende met een bovenaan open toren, meerdere bijgebouwen en een door een muur omgeven tuin.
Ten noorden van de commanderij strekte zich van de tot dan slechts drie kilometer afgelegen Dollart een breid moerassig terrein, het naamgevende „Dünebrook“. Deze naam wordt voor de eerste maal in 1460 op een daar gegoten klok van de commanderij als dünäbroeck vermeld en werd als Sumpf mit einzelnen Anhöhen (moeras met enkele aanhorigheden) aangeduid. In het zuiden lagen grote veen- en heidevlaktes. De zuidelijke grens van het bezit van de Orde was de zogenaamde Hillige Lohne, een middeleeuwse verbindingsweg tussen de Nederlandse gemeente Bellingwolde end de Emslandse plaats Rhede. In het westen begrensde de stroom de Lethe, wiens bedding ongeveer met het verloop van de Duits-Nederlandse grens in dit gebied overeenkomt, het grondgebied van de commanderij.
Verdere delen van het bezit waren moerassige gebieden, die de Johannieter drooglegden en vervolgens als hooi- of weiland gebruikten. Deze vormden de economische basis voor het klooster. Daarbij werd aan de veehouderij het meeste belang gehecht. Voorwerken bevonden zich in Dünebroeker Grashaus, in Wymeer en vermoedelijk ook in Marienchor.
Omwille van haar ligging aan de grens met Emsland en de Nederlanden werd de commanderij herhaaldelijk het doelwit van plunderingen. Tijdens militaire expedities in 1492 liet de bisschop van Münster, Hendrik van Schwarzburg, Dünebrok beroven, Wymeer alsook Weener plunderen en afbranden. Tijdens de Saksische Vete beroofden landknechten van de Schwarzen Garde de commanderij Dünebroek. In het kader van de Reformatie eigende de Oost-Friese graaf Enno II zich in 1528 Dünebroek net zoals ook de andere stichtingen van de Johannieterorde in Oost-Friesland toe. Tijdens de Schmalkaldische Oorlog plunderden de keizerlijke troepen van Karel V de commanderij.
Het katholieke ordeleven van de commanderij Dünebroek doofde uit in de tijd van de Reformatie omstreeks 1550. Vanaf dan vonden in de kerk, die vermoedelijk eerst kort voor 1600 werd afgebroken, protestantse erediensten plaats. Het landbezit van de Johannieters in en rond Dünebroek werd tot grafelijk goed uitgeroepen, vanaf 2 februari 1580 in pacht en later in erfpacht verleend. Andere restanten van de commanderij bleven tot minstens 1810 behouden. De eigendommen liet ze toen verwijderen en door een landhuis met nieuwere grachten en poortgebouw vervangen. Vandaag de dag bevindt er zich nog een boerderij op het terrein.

## Kunsthistorische bijzonderheden
Met de opheffing van de commanderij tijdens de Reformatie gingen vele delen van de inrichting verloren. Graaf Enno II eigende zich een merendeel van de bezittingen van de commanderij toe en verkocht deze vervolgens. Lange tijd bleef de om 1460 gegoten klok behouden, die mogelijkerwijs een werk van Ghert Klinghe is. Haar opschrift luidt: 
i de ere sunte johannis baptist da dünäbroeck ano dni m ccc l x.
Ze werd na de opheffing van de commanderij naar de Lutherkerk van Leer overgebracht en tijdens de Eerste Wereldoorlog in 1917 verwoest. De door commandeur Arnold in 1511 in opdracht gegeven zilveren miskelk ter ere van de heilige Johannes bevindt zich als enige bewaard gebleven altaargerei van een Oost-Friese Johannietercommanderij in het bezit van de Wibadikerk in Wiegboldsbur. Op de kelkvoet zijn zes bogen aangebracht, waarvan een met golven is versierd, op dewelke een schip dobbert.